# 1. division 1989
La 1. Division 1989 è stata la 76ª edizione della massima serie del campionato danese di calcio conclusa con la vittoria del Odense, al suo terzo titolo.
Capocannonieri del torneo furono Miklos Molnar (BK Frem), Flemming Christensen (Lyngby) e Lars Jakobsen (Odense) con 14 reti.

## Classifica finale
|    | Classifica   | G  | V  | N  | P  | GF | GS | DR  | Pti |
| -- | ------------ | -- | -- | -- | -- | -- | -- | --- | --- |
| 1  | Odense       | 26 | 17 | 7  | 2  | 45 | 19 | +26 | 41  |
| 2  | Brøndby      | 26 | 17 | 4  | 5  | 52 | 26 | +26 | 38  |
| 3  | Lyngby       | 26 | 15 | 8  | 3  | 48 | 24 | +24 | 38  |
| 4  | Vejle        | 26 | 14 | 6  | 6  | 45 | 27 | +18 | 34  |
| 5  | AGF          | 26 | 10 | 13 | 3  | 39 | 22 | +17 | 33  |
| 6  | B 1903       | 26 | 8  | 11 | 7  | 33 | 28 | +5  | 27  |
| 7  | Silkeborg IF | 26 | 7  | 11 | 8  | 31 | 29 | +2  | 25  |
| 8  | BK Frem (*)  | 26 | 9  | 5  | 12 | 34 | 38 | -4  | 23  |
| 9  | Næstved      | 26 | 8  | 7  | 11 | 35 | 40 | -5  | 23  |
| 10 | Ikast FS     | 26 | 6  | 9  | 11 | 28 | 43 | -15 | 21  |
| 11 | Aalborg BK   | 26 | 5  | 9  | 12 | 30 | 39 | -9  | 19  |
| 12 | Herfølge BK  | 26 | 5  | 6  | 15 | 17 | 45 | -28 | 16  |
| 13 | B 1913 (*)   | 26 | 4  | 5  | 17 | 25 | 52 | -27 | 13  |
| 14 | Brønshøj BK  | 26 | 4  | 5  | 17 | 26 | 56 | -30 | 13  |

(*) Squadre neopromosse

## Verdetti
- Odense Campione di Danimarca 1989.
- Odense ammesso alla Coppa dei Campioni 1990-1991.
- Brøndby e Vejle ammesse alla Coppa UEFA 1990-1991.
- B 1913 e Brønshøj BK retrocesse.